# Pezoporus
Pezoporus é um gênero de aves da família Psittacidae.
As seguintes espécies são reconhecidas:
- Arara-de-cabeça-azul, Pezoporus wallicus (Kerr, 1792)
- Pezoporus flaviventris North, 1911
- Periquito-de-barriga-laranja, Pezoporus occidentalis (Gould, 1861)